# Joe Walcott
Joe Walcott (zw. Barbados Joe Walcott, ur. 12 marca 1873 w Demerara w Gujanie Brytyjskiej, zm. 4 października 1935 w Massillon) – barbadoski bokser, były zawodowy mistrz świata kategorii półśredniej.
Niektóre źródła podają, że urodził się na Barbadosie. Pomimo niskiego wzrostu był niezwykle silny i często mierzył się z pięściarzami o dużo większej wadze. Choć nigdy nie przekroczył limitu wagi półśredniej, spotykał się nawet z bokserami walczącymi w wadze ciężkiej.
Wychował się na Barbadosie, a w 1887 przybył do Stanów Zjednoczonych, gdzie osiedlił się w Bostonie. Pierwszą walkę zawodową stoczył w 1890. Stopniowo spotykał się z coraz lepszymi przeciwnikami. W 1895 zremisował z Mysterious Billym Smithem, a 2 grudnia w Nowym Jorku pokonał go George „Kid” Lavigne, który był uznawany wówczas za mistrza świata w wadze lekkiej. Ta ostatnia walka przeszła do historii jako niezwykle zażarty i brutalny pojedynek. Walcott musiał zrzucić wagę do limitu 132 funtów i był osłabiony. Mimo to obaj pięściarze wymieniali ciosy przez 15 rund i skończyli pojedynek mocno pokrwawieni.
29 października 1897 w San Francisco Lavigne i Walcott zmierzyli się ponownie o mistrzostwo świata wagi lekkiej. Tym razem limit wagi wynosił 135 funtów. Walcott ponownie był osłabiony zrzucaniem wagi i przegrał przez techniczny nokaut w 12. rundzie.
W tym czasie Walcott uważał się za mistrza świata wagi półśredniej, podobnie jak Mysterious Billy Smith. Obaj bokserzy zmierzyli się 14 kwietnia 1898 w Bridgeport. Walka zakończyła się remisem. W ich kolejnym pojedynku 6 grudnia tego roku w Nowym Jorku lepszy okazał się Smith.
W lutym 1900 Walcott pokonał przez techniczny nokaut w 7. rundzie znacznie cięższego Joe Choynskiego. W tym samym roku dwukrotnie wygrał z Mysterious Billym Smithem (który w międzyczasie stracił tytuł mistrza świata na rzecz Rube Fernsa). W 1901 pokonał znacznie cięższych George’a Gardnera i Young Petera Jacksona.
18 grudnia 1901 w Fort Erie Walcott zdobył mistrzostwo świata w kategorii półśredniej, wygrywając przez techniczny nokaut w 5. rundzie z Rube Fernsem. W obronie tytułu pokonał 23 czerwca 1902 w Londynie Tommy’ego Westa, zremisował 2 kwietnia 1903 w Los Angeles z Billy Woodsem i 18 czerwca tego roku w Portland z Young Peterem Jacksonem i znokautował w 3. rundzie Mose’a LaFontise’a 3 lipca 1903 w Butte. W tym okresie mierzył się m.in. ponownie z George’em Gardnerem (porażka) i „Philadelphia” Jackem O’Brienem (walka no decision i remis).
29 kwietnia 1904 w San Francisco Walcott spotkał się w obronie tytułu z Dixie Kidem. W ostatniej 20 rundzie arbiter ogłosił dyskwalifikację Walcotta i zwycięstwo Dixie Kida, mimo że cios Walcotta wydawał się prawidłowy. Jak się później okazało, arbiter postawił pieniądze na wygraną Dixie Kida. Pomimo porażki Walcott nadal był uważany za mistrza świata. 10 czerwca tego roku w Baltimore został znokautowany w 4. rundzie przez Young Petera Jacksona, a 5 września w Manchester zremisował z Samem Langfordem.

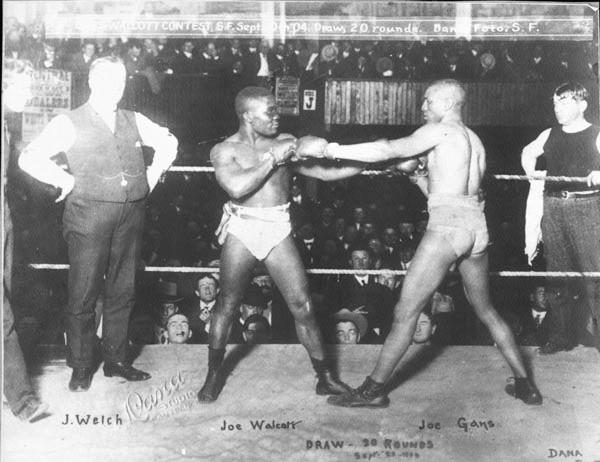
Walcott (z lewej strony) i Joe Gans w 1904

30 września tego roku w San Francisco Walcott zremisował z mistrzem świata w wadze lekkiej Joe Gansem; nie jest jasne, czy tytuł w wadze półśredniej był stawką tego pojedynku. W październiku przypadkowo postrzelił się w prawą rękę i nie mógł walczyć do początku 1906.
Po powrocie na ring Walcott w pojedynkach o mistrzostwo świata znokautował w 8. rundzie Jacka Dougherty’ego (10 lipca 1906 w Chelsea) i zremisował z Billym Rhodesem (29 września 1906 w Kansas City). 116 października tego roku w Chelsea Honey Mellody odebrał mu tytuł wygrywając na punkty. W walce rewanżowej 29 listopada 1906 Mellody zwyciężył przez techniczny nokaut w 12. rundzie.
Walcott walczył zawodowo do 1911, ale bez większych sukcesów. Po zakończeniu kariery pięściarskiej popadł w biedę i był zatrudniony jako stróż w dawnej Madison Square Garden.
Zmarł potrącony przez samochód w Massillon w stanie Ohio.
Jersey Joe Walcott, mistrz świata wagi ciężkiej w latach 1951–1952, przybrał swój przydomek na cześć Joe Walcotta.
Został wybrany w 1992 do Międzynarodowej Bokserskiej Galerii Sławy.